# Синенко, Василий Яковлевич
Васи́лий Я́ковлевич Сине́нко (род. 3 июня 1943, с. Половинное Краснозерского района Новосибирской области) — академик Российской академии образования (2016), доктор педагогических наук (1995), профессор (1997), Заслуженный учитель Российской Федерации.

## Биография
С 1965 по 1977 — учитель физики в средней общеобразовательной школе.
С 1977 по 1985 — методист кабинета физики Новосибирского института усовершенствования учителей. Одновременно с 1968 по 1985 вёл учебные телевизионные передачи по физике для учащихся и учителей г. Новосибирска и области. В 1984 защитил кандидатскую диссертацию.
В 1985—1995 — декан физического факультета, проректор по учебно-воспитательной работе Новосибирского государственного педагогического института. С 1995 по 2019 — ректор Новосибирского института повышения квалификации и переподготовки работников образования.
В 1995 защитил докторскую диссертацию; в 1997 присвоено звание профессора.
В 2001 году избран членом-корреспондентом государственной академии наук РАО.
С 2005 возглавляет Региональную некоммерческую организацию «Ассоциация учреждений повышения квалификации работников образования» Сибирского федерального округа. С апреля 2011 входит в состав экспертно-консультационного совета по вопросам социально-экономического развития регионов Сибири. Член Российского философского общества. Представитель общественной организации «Землячество Краснозерского района».
В 2016 году избран академиком РАО.

## Труды
Автор более 400 научных работ (монографии, учебные пособия, статьи и др.). Один из ведущих разработчиков современной теории и методики обучения физике, а также системы повышения квалификации и переподготовки работников образования. Активно участвует в разработке идей профильного обучения, системы здоровьесберегающих технологий (дидактика здоровья), дидактических основ информатизации образования, духовно-нравственного воспитания, тенденций развития общего образования. Главный редактор научно-методического журнала «Сибирский учитель», член редколлегий ряда научно-педагогических журналов.
Под его научным руководством защищено более 50 кандидатских и докторских диссертаций.

## Награды
- Орден Дружбы (2004)
- Заслуженный учитель школы Российской Федерации
- медаль Правительства Российской Федерации «Патриот России»
- Медаль имени С. Я. Батышева Российской академии образования
- медаль К. Д. Ушинского (2018)
- Медаль Законодательного Собрания Новосибирской области «Общественное признание» (2018)
- памятная медаль, внесение имени в энциклопедию «Лучшие люди России» (2005)
- Золотая медаль РАО «За достижения в науке»
- Знак отличия «За заслуги перед Новосибирской областью»
- Золотой почетный знак национального фонда «Общественное признание» «Достояние Сибири»
- Почётная грамота и премия г. Новосибирска (2010)
- Почётная грамота и премия Новосибирской области
- Почётная грамота и медаль Федеральной службы Российской Федерации по контролю за оборотом наркотиков (2010)
- Почётные грамоты, медали и знаки отличия:
  - губернаторов Новосибирской и Кемеровской областей, Министерства образования и науки Российской Федерации, Министерства образования, науки и инновационной политики Новосибирской области, мэрии г. Новосибирска
- Памятный знак «В честь 200-летия министерства образования России» (2002)
- медали «За усердные труды», «За служение Новосибирской епархии Русской Православной церкви» III степени и грамоты Новосибирского епархиального управления Русской Православной церкви
- золотые медали и дипломы образовательных выставок:
  - Международная образовательная выставка УЧСИБ (Новосибирск)
  - Кузбасская ярмарка-выставка «Образование. Карьера. Занятость» (Новокузнецк, 2006)
  - Международная выставка-ярмарка «Образование. Карьера. Занятость» (Томск, 2010).